# José Peña (sprint)
Pour les articles homonymes, voir José Peña.
José Peña Quevedo (né le 8 décembre 1979) est un athlète vénézuélien, spécialiste du sprint.
Son meilleur temps est de 10 s 36 obtenu à San Felipe le 5 avril 2001.